# Cetiosauriscus
Cetiosauriscus ("podobný cetiosaurovi") je rod vyhynulého sauropodního dinosaura z čeledi Diplodocidae. Žil v období střední jury (věk kelloway), asi před 166 až 164 miliony let, na území dnešní Anglie. Jednalo se o středně velkého sauropoda, svými rozměry podobného známějšímu rodu Cetiosaurus.

## Popis
Zkameněliny tohoto rodu, sestávající ze zadní části páteře, popsal v roce 1927 německý paleontolog Friedrich von Huene. Odhaduje se, že zaživa byl tento sauropod asi 6 metrů vysoký, 15 metrů dlouhý a vážil kolem 4 tun.
Je pravděpodobné, že tito býložraví dinosauři byli loveni velkými teropody, jako byl Megalosaurus a Eustreptospondylus. Dnes jsou rozlišovány tři druhy tohoto rodu: C. stewarti Charig, 1980 (typový druh), C. greppini (von Huene, 1922) a C. glymptonensis (Phillips, 1871). Druh C. greppini byl nicméně v roce 2020 přejmenován a nese nové rodové jméno Amanzia greppini.